# سیارک ۳۲۹۴
سیارک ۳۲۹۴ (به انگلیسی: 3294 Carlvesely، نامگذاری:6563P-L) سه هزار و دویست و نود و چهارمین سیارک کشف شده‌است که در ۲۴ سپتامبر ۱۹۶۰ کشف شد.
قدر مطلق سیارک برابر ۱۲٫۶۰ است.